# Dicranomyia (Nealexandriaria) conveniens
Dicranomyia (Nealexandriaria) conveniens is een tweevleugelige uit de familie steltmuggen (Limoniidae). De soort komt voor in het Australaziatisch gebied.